# Belagerung von Pernau
1. Phase: Schwedische Dominanz (1700–1709)
Dänischer Kriegsschauplatz (1700)
Humlebæk • Tönning I 
Livländ./ Estnischer Kriegsschauplatz (1700–1708)
Riga I • Jungfernhof • Varja • Pühhajoggi • Narva • Petschora • Düna • Rauge • Erastfer • Hummelshof • Embach • Tartu • Narva II • Wesenberg I • Wesenberg II
Ingermanländ./ Finnischer Kriegsschauplatz (ab 1701)
Archangelsk • Ladogasee • Nöteborg • Nyenschanz • Newa • Systerbäck • Petersburg • Wyborg I • Porvoo • Newa II • Koporje II • Kolkanpää
Litauisch-weißrussischer Kriegsschauplatz (1702–1706)
Vilnius • Saladen • Jakobstadt • Gemauerthof • Mitau • Grodno I • Olkieniki • Njaswisch • Klezk • Ljachawitschy
Polnischer Kriegsschauplatz (1702–1706)
Klissow • Pułtusk • Thorn • Lemberg • Warschau • Posen • Punitz • Tillendorf • Rakowitz • Praga • Fraustadt • Kalisch 
Russischer Kriegsschauplatz (1708–1709)
Grodno II • Golowtschin • Moljatitschi • Rajowka • Lesnaja • Desna • Baturyn • Koniecpol • Weprik • Opischnja • Krasnokutsk • Sokolki • Poltawa I • Poltawa II
2. Phase: Schweden in der Defensive (1710–1721)
Baltischer und Finnischer Kriegsschauplatz (bis 1714)
Riga II • Wyborg II • Pernau • Kexholm • Reval • Hogland • Pälkäne • Storkyro • Nyslott • Hanko 
Schwed./Norwegischer Kriegsschauplatz (1710–1721)
Helsingborg • Køge-Bucht • Bottnischer Meerbusen • Frederikshald I • Dynekilen-Fjord • Göteborg I • Strömstad • Trondheim • Frederikshald II • Marstrand • Ösel • Göteborg II • Södra Stäket • Grönham • Sundsvall
Norddeutscher Kriegsschauplatz (1711–1716)
Elbing • Wismar I • Lübow • Stralsund I • Greifswalder Bodden I • Stade • Rügen • Gadebusch • Altona • Tönning II • Stettin • Fehmarn • Wismar II • Stralsund II • Jasmund • Peenemünde • Greifswalder Bodden II • Stresow 
Die Belagerung von Pernau war eine militärische Intervention im Großen Nordischen Krieg. Sie begann am 22. Juli und endete am 15. August 1710 mit der Kapitulation der schwedischen Garnison. Diese war durch die Einwirkung der Pest von 1000 Mann auf 120 Mann geschrumpft. Des Weiteren gab es keine Aussicht auf Entsatz oder Entlastungsangriffe durch die schwedische Armee, so dass sich die Garnison ergab.

## Im Vorfeld
Nach dem Sieg der russischen Armee in der Schlacht bei Poltawa rückte der Zar Peter I. im August 1709 in die baltischen Länder ein. Diese waren kaum noch geschützt und die schwedischen Truppen hatten sich fast komplett in die verbliebenen Festungen (Riga, Pernau und Reval) zurückgezogen.
Die Russen begannen im November 1709 mit der Belagerung von Riga. Während dieser Belagerung wurde dem Generalleutnant Bauer die Eroberung der Stadt Pernau befohlen. Er übergab das Kommando über die Division von Feldmarschall Scheremetew an den General Rönne und rückte am 27. Juni mit sechs Regimentern Dragoner Richtung Pernau ab.

## Die Belagerung
Am 22. Juli wurde mit der Blockade der Stadt begonnen. Kurz nach Beginn begab sich zuerst der Rittmeister von Schwanenfeld und anschließend der Oberst Frejderfeld, auf Parole aus der Festung und erbaten den freien Abzug der livländischen Ritterschaft. Dieses Ersuchen wurde abgelehnt, da es dem Generalleutnant bewusst war, wie schlecht die Versorgungslage und die Not durch den Ausbruch der Pest innerhalb der Festung war und eine schnelle Übergabe der Festung an seine Truppen wahrscheinlich war.
Die schwedische Garnison war tatsächlich durch die Pest stark geschwächt worden. Von der 1000 Mann starken Stammbesatzung der Festung waren nur noch etwa 200 Mann im Dienst verblieben.
Am 8. August erschien der Oberst erneut im Lager der Russen. Er wiederholte seine Bitte. Man solle doch Rücksicht auf den Adel nehmen und ihm die Erlaubnis erteilen, die Festung verlassen zu dürfen. Auch diese Bitte wurde abgelehnt. Bei dieser Gelegenheit wurde dem Oberst mitgeteilt, dass die Belagerungstruppen in wenigen Tagen durch Infanterie und Artillerie unterstützt werden sollen. Eine Erstürmung der Festung stünde unmittelbar bevor. Frejderfeld erbat einstweilen auf Angriff seitens der russischen Truppen zu verzichten, die Lage in der Stadt sei sehr schwierig.

## Die Kapitulation
In Anbetracht der Lage schickte der Kommandant am 14. August zwei Offiziere zum Generalleutnant, um die Kapitulationsbedingungen auszuhandeln. Nachdem diese ausgehandelt waren, schickte Bauer seinerseits zwei russische Offiziere in die Festung, um die Kapitulation entgegenzunehmen.
Am selben Tage erreichten die ersten Infanterieregimenter die Belagerungsarmee. Eines dieser Regimenter wurde sogleich zum Festungstor geschickt, um dieses zu besetzen.
Am 15. August zogen die schwedischen Truppen aus der Stadt und übergaben diese an die Russen. Der schwedischen Besatzung, welche weiter auf 120 Mann zusammengeschrumpft war, wurde freier Abzug gewährt. Der Oberst Frejderfeld und einige wenige Kanoniere schwedischer Herkunft zogen Richtung Reval ab. Die livländischen Soldaten traten in russische Dienste über.
Während der Belagerung wurde nicht ein Artilleriegeschoss von den Russen auf die Stadt Pernau abgefeuert.

## Kriegsbeute der Russen
In der Festung wurden 183 eiserne Kanonen, 14 eiserne Mörser, vier eiserne Haubitzen, 881 Bomben und 1505 Zentner Pulver erbeutet. Außerdem fiel ein großer Vorrat an Gewehrkugeln, Kartätschen, Lunten, Blei, Salpeter, Schwefel, Granaten und anderen Kriegsbedürfnissen in russische Hände. Lebensmittel waren keine mehr in der Stadt vorhanden.

## Die Folgen
Nach der Einnahme der Stadt und Zurücklassung einer kleinen Besatzung wurde Generalleutnant Bauer vom Zaren mit der Einnahme von Reval beauftragt.
Der Feldzug von 1709 und 1710 brachte dem Zaren die Kontrolle über den gesamten baltischen Ostseeraum. Nach dem Fall von Pernau wurden auch Reval und Kexholm eingenommen. Die schwedische Vorherrschaft im Baltikum war fortan für immer beendet.